# August Albert Steinborn
August Albert Steinborn (* 28. Juni 1904 in Hildesheim; † 2001) war ein deutscher Architekt und bildender Künstler, der vor allem beim Wiederaufbau der kriegszerstörten Stadt Hildesheim in Niedersachsen tätig war.

## Leben und Wirken
August Albert Steinborn kam als Sohn des selbständigen Fleischers August Steinborn und seiner Frau Agnes in Hildesheim zur Welt. Nach einer 1918 begonnenen und 1921 abgeschlossenen Zimmermanns-Lehre und einem parallelen Besuch der Handwerker- und Kunstgewerbeschule Hildesheim widmete er sich in den Jahren von 1921 bis 1925 fünf Semester lang der Architektur an der Baugewerkeschule Hildesheim. Neben einer ersten Tätigkeit in einem Architekturbüro studierte Steinborn weiter an der Technischen Hochschule Hannover. Es folgte eine von Steinborn später so bezeichnete „Wanderzeit“ bis 1945 mit Architektentätigkeiten in Köln und Dresden. Als seine Architektenvorbilder nannte Steinborn Paul Bonatz, Paul Schmitthenner und Heinrich Tessenow, „Architekten, die traditionelle Werte betonten“.
Nach dem Ende des Zweiten Weltkriegs fand Steinborn mit seiner Familie Unterschlupf bei Verwandten im kleinen Dorf Groß Lobke, was ihn zurück in die Nähe seiner Heimatstadt Hildesheim brachte. Im Zusammenhang mit der kriegszerstörten evangelischen St. Andreaskirche von Groß Lobke soll Steinborn in Kontakt mit dem Landeskirchenamt in Hannover gekommen sein, was ihm zu vielfältigen Kirchenbauaufträgen verhalf. Ab 1945/46 war er mit Vorarbeiten für den Wiederaufbau der Hildesheimer Michaeliskirche beschäftigt, den er 15 Jahre lang bis zur Wiedereinweihung 1960 betreute. Von Steinborn stammte auch der Entwurf zur neuen Kanzel (1956) in der Michaeliskirche. Zum Wiederaufbau dieser Kirche gehörten auch in der unmittelbaren Umgebung die auf dem Michaelishügel bis 1966 errichteten und von Steinborn mitverantworteten Neubauten des Predigerseminars St. Michael (An der Michaeliskirche 1–5) und des Evangelischen Schülerheims „Philip Telemann“ (Hagentorwall 16).
Bis in die zweite Hälfte der 1970er-Jahre betrieb August Albert Steinborn ein Architekturbüro in Hildesheim. In dieser Zeit hatte sich Steinborn vor allem als Architekt des Wiederaufbaus in der kriegszerstörten Großstadt Hildesheim einen Namen gemacht. Profane Hauptwerke Steinborns sind der Wiederaufbau des Andreasplatz-Viertels mit dem Pfeilerhaus sowie das Verwaltungsgebäude und die Shedhalle der Wetzell-Werke.
Neben zahlreichen Wohnbauten und Geschäftshäusern stammen auch die Neubau- und Wiederaufbauplanungen mehrerer Kirchen von Steinborn. Außer der genannten St. Michaeliskirche in Hildesheim sind dies beispielsweise die Kirchenzentren in Sarstedt (1959–1960), Northeim und St. Markus in Hildesheim (1962–1964), die Kirchen und (Friedhofs-)Kapellen in Groß Lobke (1950–1956), Bilderlahe (1955/56), Arpke (1964),  Osterwald, Fölziehausen (1961), Heersum (1962), Polle, Ahrbergen, Vöhrum usw.
August Albert Steinborn war seit den 1920er Jahren auch als Zeichner und in späteren Jahren zudem als bildender Künstler tätig. Bekannte Werke im öffentlichen Raum Hildesheims sind die Skulptur „Säulen“ im Innenhof der Universität Hildesheim (Marienburger Platz 22) von 1976/77 und die von ihm entworfenen Geschichts-Wandbilder am Wohnheim Rolandstift (Hohnsen 55) von 1989.
Für seine Verdienste wurde August Albert Steinborn 1994 mit dem Bundesverdienstkreuz am Bande ausgezeichnet.